# زواج المثليين في البرازيل
أصبح زواج المثليين في البرازيل قانونيا منذ 16 مايو 2013، عقب قرار مجلس العدل الوطني، الذي أمر كتاب العدل في كل ولاية بعقد زواج المثليين.
تم بالفعل الاعتراف قانوناً بالعلاقات المثلية منذ عام 2004. وعقب صدور حكم من المحكمة العليا في البرازيل، أصبح ما يسمى بالاتحادات المستقرة (بالبرتغالية: união estável‏) متاحًا للشركاء المثليين منذ مايو 2011. وقد منحت هذه الاتحادات معظم حقوق الزواج، بما في ذلك التبني، واستحقاقات الرعاية، التقاعد، ضريبة الإرث، ضريبة الدخل، الضمان الاجتماعي، الفوائد الصحية، الهجرة، الملكية المشتركة الملكية ومستشفى والزيارة السجن، التلقيح الصناعي وتأجير الأرحام. وقد مهد هذا القرار الطريق لتشريعات مستقبلية بشأن الحقوق الزوجية المثلية. قبل التشريع على المستوى الوطني، قنّنت كل ولايات ألاغواس، باهيا، سيارا، إسبريتو سانتو، القطاع الفدرالي البرازيلي، ماتو غروسو دو سول، بارايبا، بارانا، بياوي، روندونيا، سانتا كاتارينا، ساو باولو، وسيرغيبي، وقامت مدينة سانتا ريتا سابوكاي (ولاية ميناس غيرايس) بذلك أيضا، بالفعل زواج المثليين وتم تحويل العديد من الاتحادات المدنية إلى حالات زواج كاملة من قبل قضاة الولاية. في ولاية ريو دي جانيرز، يمكن للأزواج المثليين الزواج أيضًا ولكن فقط إذا وافق القضاة المحليون على طلبهم.
ومع ذلك، في 14 أيار 2013، شرّع العدل المجلس الوطني للبرازيل زواج المثليين في البلد بأكمله في حكم 14 قاضيا لصالح مقابل حكم قاض واحد ضد (14-1) عن طريق إصدار حكم يأمر جميع السجلات المدنية في البلاد بأداء زواج المثليين وتحويل أي اتحادات مدنية قائمة إلى زواج إذا كان هذا الزوجان يرغبان في ذلك. قال خواكيم باربوسا، رئيس مجلس العدل والمحكمة الاتحادية العليا، إن كتاب العدل لا يمكن أن يستمر في رفض «إجراء الزواج المدني أو تحويل اتحاد مدني مستقر إلى زواج المثليين». وقد نشر هذا الحكم في 15 مايو، ودخل حيز التنفيذ في 16 مايو 2013.

## الاتحاد المدني
في عام 2004، وقعت أول حالة للاعتراف القانوني بالعلاقات المثلية في البرازيل وتمت بين شريكين ثنائيي الجنسية إنجليزي وبرازيلي. هذه السابقة القانونية شجعت الأزواج الآخرين على الزواج في جميع أنحاء البلاد. تم الاعتراف بعلاقتهم في شكل زواج القانون العام، والذي كان حتى ذلك الحين يمنح فقط للأزواج المغايرين. عاش الزوجان معًا لمدة 14 عامًا في مدينة كوريتيبا البرازيلية.
في عام 2010، أذنت وزارة الخارجية للدبلوماسيين البرازيليين بطلب جواز سفر دبلوماسي أو خدمة وتأشيرة إقامة للشركاء المثليين. تم الإعلان عن هذا القرار، الذي يتضمن الشركاء والأزواج المثليين والمغايرين، داخليًا للسفارات والقنصليات في أكثر من 200 دولة. وفقًا لوزارة الخارجية، يجب أن يضمن الإجراء أن يسجل الموظفون شركائهم المثليين لضمان حقهم في البقاء خارج البلاد. الآن، مع منح جوازات سفر دبلوماسية، يعني ذلك في الممارسة العملية أنه سيكون من الأسهل على الشريك الحصول على تصريح إقامة.
وفي عام 2010 أيضًا، بدأت الشركة البرازيلية للبنية التحتية للمطارات المملوكة للدولة في الاعتراف بالاتحادات المستقرة بين الشركاء المثليين لأغراض منح المزايا. جاء التغيير مع توقيع اتفاقية العمل الجماعي الجديدة. لتلقي الاستحقاق، يجب تسجيل الاتحاد من خلال كاتب العدل.
في 5 مايو 2011، حكمت المحكمة الاتحادية العليا في البرازيل بأن الاتحاد المدني ويجب أن يسمح في جميع أنحاء البلاد. تمت الموافقة على هذا الحكم في حكم 10 قضاة لصالح مقابل عدم حكم أي قاض ضد مع امتناع واحد عن التصويت (10-0-1) - امتنع قاضٍ واحد عن التحدث علنا لصالح الاتحادات المثلية عندما كان مدعيا عاما. أسفر الحكم عن إقامة شراكات مستقرة للشركاء المثليين الذين يتمتعون بنفس الحقوق المالية والاجتماعية التي يتمتع بها أولئك الذين يعيشون في علاقات مغايرة. الاتحادات المدنية للشركاء المثليين مكفولة بنفس الحقوق البالغ عددها 112 من حقوق الزواج للأزواج المغايرين. وجاء قرار المحكمة العليا في البرازيل ردا على اثنين من الدعاوى القضائية إحداها مقدمة من حكومة ولاية ريو دي جانيرو في عام 2008 والأخرى في عام 2009 من قبل الوزارة العامة، وهي مجموعة من المدعين العامين هي جزء من الحكومة الفيدرالية ولكنها مستقلة عن فروعها التنفيذية والتشريعية والقضائية. للتأهل كإتحادات مستقرة، يمكن للشركاء المثليين التسجيل رسميًا كاتحاد مدني أو إثبات ذلك بنفس الطريقة التي يقوم بها بعض الأزواج المغايرون، من خلال الحصول على حساب مصرفي معًا أو العيش في نفس العنوان. في 17 يونيو 2011، ألغى قاضي في مدينة غويانيا، خيرونيمو بيدرو فيلاس بواس، أول اتحاد مدني حدث في البلاد، بين لويركينة مينديز وأوديلو توريس، وأمر أيضًا جميع كتاب العدل في غوانيا بعدم إصدار تراخيص الاتحاد المدني بعد الآن. زعم فيلاز بواس، وهو راعي كنيسة تابعة ل«مجتمعات الرب»، أن الاتحادات المثلية غير دستورية. في 21 يونيو، قام قاضية أخرى، وهي بياتريز فيغيريدو فرانكو، بإلغاء قرار فيلاس بواس، وجعل الاتحاد ساري المفعول مرة أخرى. عقد ليورسينو مينديس وأوديليو توريس مرة أخرى اتحادًا مدنيًا آخر في ريو دي جانيرو.
في 7 يونيو 2013، اعترف سلاح الجو البرازيلي بالاتحاد المستقر لرقيب وشريكه بعد أن قدم صكًا موثقًا يوثق علاقتهما؛ لم يعلق سلاح الجو على الاعتراف، ولم يستطع تأكيد ما إذا كانت العلاقة هي أول اتحاد مثلي معتمد من الفرع. في 8 أغسطس 2013، أصدر القاضي إيليو سيكيرا من محكمة المنطقة الخامسة الفيدرالية حكما في الاستئناف بأنه يجب على الجيش البرازيلي الاعتراف بالاتحاد المدني (الذي تم إجراؤه في يناير 2012 في بيرنامبوكو) لأحد أفراد الخدمة وشريكه المثلي، ويجب أيضًا منح المعاش الزوجي العسكري للشريك. كانت هذه هي المرة الأولى التي يتم فيها الاعتراف باتحاد مثلي من قبل الجيش.

## زواج المثليين

الاعتراف القانوني بالعلاقات المثلية في أمريكا الجنوبية
زواج المثليين
توفر شكل آخر من أشكال الاعتراف القانوني
لا اعتراف
حظر دستوري على زواج المثليين، عبر تقييد تعريف الزواج في الدستور إلى اتحاد بين رجل وامرأءة فقط
المثلية الجنسية غير قانونية

يخضع قانون الزواج لقانون فيدرالي بدلاً من قانون الولاية وينطوي على إصدار شهادة زواج من كاتب العدل. في مايو 2011، قررت المحكمة الفيدرالية العليا أن قانون الزواج الحالي يسمح بالفعل بزواج المغايرين وزواج المثليين. بناءً على هذا القرار، عدلت العديد من الولايات اجراءاتها لإصدار شهادات زواج لتنفيذ قرار المحكمة العليا والسماح بزواج المثليين من خلال كاتب عدل. في ولايات أخرى، يلزم الموثقون لتراخيص الزواج وعاقدوه بموجب أمر قضائي لتقديم مثل هذه الخدمات للأزواج المثليين.

### حكم مجلس العدل الوطني
في 14 أيار/مايو 2013، حكم مجلس العدل الوطني بالبرازيل بتشريع زواج المثليين في جميع أنحاء البلد في حكم 14 قاضيا لصالح مقابل حكم قاض واحد ضد (14-1) عن طريق إصدار حكم يأمر جميع السجلات المدنية في البلاد بأداء زواج المثليين وتحويل أي اتحادات مدنية قائمة إلى زواج إذا كان هذا الزوجان يرغبان في ذلك. قال خواكيم باربوسا، رئيس مجلس العدل والمحكمة الفيدرالية العليا، في القرار أن الموثقين لا يمكنهم الاستمرار في رفض «أداء حفل زفاف مدني أو تحويل اتحاد مدني مستقر إلى زواج المثلين».
في 21 مايو 2013، قدم الحزب الاجتماعي المسيحي استئنافًا لقرار المجلس الوطني في المحكمة الفيدرالية العليا في البرازيل. وادعى الحزب أن المجلس قد ارتكب إساءة استخدام للسلطة وأن تشريع زواج المثليين مسألة تخص المؤتمر الوطني على وجه الحصر. لم يؤثر الاستئناف على قرار المجلس الأصلي لصالح زواج المثليين. في 30 أيار/مايو 2013، رفضت المحكمة الفيدرالية العليا الطعن لأسباب فنية، قائلة إن الحزب الاجتماعي المسيحي قد استخدم الشكل الخاطئ للاستئناف. رأت المحكمة أنه لا يمكن الطعن في قرار المجلس الوطني إلا من خلال «إجراء مباشر لعدم الدستورية» (بالبرتغالية: ação direta de inconstitucionalidade‏) بدلاً من «اتخاذ إجراء قضائي» (بالبرتغالية: mandado de segurança‏). في 6 يونيو 2013، قام الحزب الاجتماعي المسيحي بإعادة تقديم الطعن. في 28 أغسطس 2013، أحال «المدعي العام للجمهورية» (بالبرتغالية: Procuradoria Geral da República‏) إلى المحكمة العليا رأيًا لصالح زواج المثليين في البرازيل. نظرًا لقرار المجلس الوطني الصادر عن رئيس المجلس، الذي كان أيضًا كبير قضاة المحكمة الفيدرالية العليا، فمن غير المرجح أن تقوم المحكمة بإلغاء قرار المجلس.

### مقترحات في المؤتمر الوطني
أوصت لجنة تشريعية برازيلية لحقوق الإنسان في أكتوبر 2013 بتدبير من شأنه ضمان عدم مطالبة الهيئات الدينية بمباركة زواج المثليين. سيسمح الاقتراح لهيئة دينية بأن ترفض مباركة الزواج الذي «ينتهك قيمها وعقائدها ومعتقداتها». كان من المفترض تقديم الاقتراح في الهيئة التشريعية في البرازيل إذا تمت الموافقة عليه من قبل لجنة دستورية، على الرغم من عدم إجراء مثل هذا التغيير قبل انتخابات 2014.
في مارس 2017، أقرت لجنة الدستور والعدالة الأولى بمجلس الشيوخ البرازيلي مشروع قانون لتعديل القانون المدني الوطني للاعتراف بالاتحادات المستقرة المثلية وتمكين تحويل هذا الاتحاد إلى زواج. يحل الاقتراح محل تعريف كيان الأسرة، والذي سيتغير من «الاتحاد المستقر بين الرجل والمرأة» إلى «الاتحاد المستقر بين شخصين»، ويدرج الحكم الذي ينص على أنه يمكن إجراء زواج المثليين، وبالتالي استبدال المادة التي تحصرها في الأزواج المغايرين. في 3 مايو، أعطت اللجنة موافقتها النهائية على مشروع القانون. يجب أن تتم الموافقة على مشروع القانون من قبل مجلس الشيوخ الكامل ومجلس النواب قبل أن يصبح قانونا. لم يتم التقدم تشريعيا لمشروع القانون من قبل أي من المجلسين التشريعيين قبل انتخابات 2018.

### الجدول الزمني قبل حكم 2013

زواج المثليين في البرازيل قبل مايو 2013
زواج المثليين قانوني من قبل
زواج المثليين قانوني بناء على حكم من المحكمة

#### حالات فردية
في العديد من الحالات الفردية، تم منح تراخيص الزواج، وغالبًا ما يكون ذلك بقرار من القاضي. الحالات البارزة تشمل:
- في 27 يونيو 2011، حول قاض برازيلي في ولاية ساو باولو اتحادا مدني إلى زواج المثليين.[49] تزوج الزوجان في اليوم التالي.
- في 28 يونيو 2011، تم تحويل اتحاد مستقر آخر بين زوجين مثليين إلى زواج. أيدت القاضية جنيفر أنتونيس دي سوزا، من محكمة الأسرة الرابعة في برازيليا، هذا الأمر.[50]
- في 31 مايو 2012، تم تحويل شراكة مدنية تعاقد عليها رجلان في إنجلترا إلى زواج عندما انتقل الزوجان إلى البرازيل.[51] حكمت السفارة البرازيلية لصالح قرار صدر عام 2003 عن قاض.[52]
- في 29 مايو 2012، وافق أربعة من كتاب العدل الستة في بورتو أليغري، عاصمة ولاية ريو غراندي دو سول، على تحويل الاتحادات المدنية إلى حالات زواج.[52]
- في 28 يونيو 2012، في ولاية بارا، تزوج 28 من الأزواج المثليين في حفل أقيم في بليم.[53]

#### على مستوى الولاية
أدى قرار المحكمة العليا لعام 2011 إلى قيام عدة ولايات بتغيير إجراءاتها صراحةً مما مكن الأزواج المثليين من الزواج بطريقة مماثلة بيروقراطيا للأزواج المغايرين. هذه الحالات مدرجة أدناه:
- في 7 ديسمبر 2011، أمر مكتب العدل العام في ألاغواس السجل المدني في ألاغواس بإصدار تراخيص زواج للأزواج المثليين، وهي أول ولاية تسمح بالاعتراف بزواج المثليين بنفس طريقة زواج المغايرين.[54][55] دخل القرار حيز التنفيذ في 6 يناير 2012.
- في 5 يوليو 2012، أصدر مكتب العدل العام في سيرغيبي «القرار رقم 06/2012» الذي ينظم زواج المثليين في جميع أنحاء الولاية.[56]
- في 9 يوليو 2012، أصبحت سانتا ريتا دو سابوكاي المدينة الوحيدة في البلاد (والعالم) التي تسمح بزواج المثليين من تلقاء نفسها، بعد صدور قرار من قاضي ولاية ميناس غيرايس.[57]
- في 15 أغسطس 2012، أصدر مكتب العدل العام من ولاية إسبيريتو سانتو رسالة أمر منشورة تفيد بأن السجل المدني للولاية يجب أن يعالج زواج المثليين بنفس طريقة زواج المغايرين، مما يجعلها ثالث ولاية برازيلية تقنّن زواج المثليين.[58]
- في 26 تشرين الثاني/نوفمبر 2012، قام مكتب العدل العام في باهيا بتكييف النص المنظم للزواج لتوجيه لتشمل زواج المثليين بطريقة تساوي زواج المغايرين.[59][60][61]
- في 1 كانون الأول/ديسمبر 2012، قضت إحدى المحاكم في المقاطعة الفدرالية البرازيلية، الذي حيز التنفيذ على الفور، بمنح تراخيص زواج المثليين دون تدخل القاضي.[62]
- في 15 ديسمبر 2012، قام مكتب العدل العام في بياوي بتحديث أحكام الزواج بطريقة مماثلة.[63][64]
- في 18 ديسمبر 2012، فعل مكتب العدل العام في ساو باولو نفس الشيء، مع دخول حيز التنفيذ بعد 60 يومًا (أي 16 فبراير 2013).[6][65]
- في 7 مارس 2013، قضى المدعي العام لولاية سيارا، فرانسيسكو ساليس نيتو، في «القرار 02/2013» بأن جميع كتاب العدل على مستوى الولاية ملزمون بقبول زواج المثليين. دخل القرار حيز التنفيذ في 15 مارس 2013.[66][67]
- في 26 مارس 2013، قضى مكتب العدل العام في بارانا بأن زواج المثليين وتحويل الاتحادات المستقرة إلى حالات زواج المثليين ينبغي أن يكون ممكنًا باستخدام إجراءات زواج المغايرين.[7][8][68][69]
- في 2 أبريل 2013، أذن مكتب العدل العام في ماتو غروسو دو سول بالزواج بين الأزواج المثليين في الولاية.[8][70][71]
- في 17 أبريل 2013، نشر مكتب العدل العام في ولاية ريو دي جانيرو، القاضي فالمير دي أوليفيرا سيلفا، قرارًا قانونيًا يجيز زواج المثليين في الولاية إذا وافق القضاة المحليون.[14] وفقًا للحكم، يجب تسجيل طلب الزوجين من قِبل مسؤولي السجل المدني، الذين يتعين عليه منح 15 يومًا للمقاطعة لتحديد ما إذا كانوا موافقين. إذا لم يوافقوا، لا يمكن أن يستمر الزواج.[72]
- في 26 أبريل 2013، نشر مكتب العدل العام في ولاية روندونيا في الجريدة القضائية الإلكترونية، «القرار سي جي-008/2013»، الذي ينص على الزواج بين الأزواج المثليين وتحويل الاتحادات المستقرة إلى حالات زواج في سجلات التسجيل المدني في ولاية روندونيا.[73][74][75]
- في 29 أبريل 2013، أذن مكتب العدل العام في سانتا كاتارينا بزواج المثليين بطريقة مساوية لزواج المغايرين.[76]
- في 2 أبريل 2013، نشر مكتب العدل العام في بارايبا بالزواج بين الأزواج المثليين في الولاية، قضى القاضي مريلو ماركيو دا كونا راموس، بنشر عن «القرار (06/2013)» الذي يسمح بزواج المثليين.[77][78][79]

### إحصاءات الزواج
من مايو إلى ديسمبر 2013، تم الاحتفال بحوالي 3,700 حالة زواج المثليين في البلاد. 52% من حالات الزواج هذه كانت بين الزوجات المثليات من النساء و 48% بين الأزواج المثليين من الرجال.
في عام 2014، تزوج 4,854 من الأزواج المثليين في البرازيل. تم إجراء 60,7% من حالات الزواج هذه في المنطقة الجنوبية الشرقية، 15,4٪ في المنطقة الجنوبية، 13,6% في المنطقة الشمالية الشرقية، 6,9% في المنطقة الوسطى الغربية و 3,4% في الشمال المنطقة. تم إجراء 2,050 حالة زواج المثليين في ولاية ساو باولو، و 501 في ريو دي جانيرو، و 342 في سانتا كاتارينا، و 331 في ميناس غيرايس، و 212 في ريو غراندي دو سول، و 194 في بارانا، و 177 في بيرنامبوكو، و 162 في سيارا، 134 في باهيا، 130 في غوياس، 129 في القطاع الفدرالي البرازيلي، 70 في مارانهاو، 63 في إسبريتو سانتو، 58 في بارا، 51 في ماتو غروسو دو سول، 47 في ريو غراندي دو نورتي، 45 في الأمازون، 31 في بارايبا، 24 في أمابا، 23 في ماتو غروسو، 18 عامًا في ألاغواس، 18 عامًا في روندونيا، 14 عامًا في بياوي، 11 عامًا في توكانتينز، 8 في سيرغيبي، 6 في أكري و 5 في رورايما.
في عام 2015، تم إجراء 5,614 حالة زواج المثليين في البرازيل، وهو ما يمثل زيادة بنسبة 15,7% عن عام 2014. ومع ذلك، شكلت حالات زواج المثليين 0,5% فقط من جميع حالات الزواج التي تم الاحتفال بها في ذلك العام.
تزوج 5,354 من الأزواج المثليين في البرازيل في عام 2016. ومن بين هؤلاء، كان 2,943 من الزوجات المثليات من النساء، في حين كان 2,411 من الأزواج المثليين من الرجال. وشكلت  حالات زواج المثليين 0,49% من حالات الزواج 1,095,535 التي أجريت في ذلك العام في البلاد كلها.
شهد عام 2018 ارتفاعًا ملحوظًا في حالات زواج المثليين، خاصة في الأشهر الأخيرة من العام، حيث شهدت نوفمبر ارتفاعًا بنسبة 68% مقارنة بعام 2017.

### الأداء الديني
في يونيو 2018، غيرت الكنيسة الأسقفية الإنجيلية في البرازيل رسميًا شرائعها للسماح بزواج المثليين. تم دعم هذه الخطوة من قبل 57 عضوًا من أعضاء السينودس، بينما صوّت 3 أعضاء ضده. انضم إلى كنيسة أخرى المحافظات الأنجليكانية ، بما في ذلكزفروع الطائفة الإنجيلية في أمريكا، اسكتلندا و كندا، في أداء زواج المثليين في الكنائس.

## الرأي العام
وفقًا لاستطلاع أجراه مركز بيو للأبحاث، والذي أجري في الفترة بين 4 نوفمبر 2013 و 14 فبراير 2014، أيد 45% من البرازيليين زواج المثليين، وعارضه 48% منهم.
وفقًا لأيباوب، بلغت نسبة الدعم لتمتع الأزواج المثليين بنفس الحقوق التي يتمتع بها الأزواج المغايرون في البرازيل في عام 2017 49%، مع معارضة 38%. كان الدعم أعلى بين النساء والشباب والأشخاص من ذوي المستويات التعليمية العليا والبرازيليين الذين يعيشون في المنطقة الجنوبية من البلاد.
أظهر مقياس الأمريكتين لعام 2017 أن 52% من البرازيليين يؤيدون زواج المثليين.